# 中島岳志
中島 岳志（なかじま たけし、1975年2月16日 - ）は、日本の政治学者、歴史学者。博士（地域研究）（京都大学）。専門は南アジア地域研究、日本思想史。東京工業大学リベラルアーツ研究教育院教授。テレビ朝日『報道ステーション』元レギュラーコメンテーター。

## 来歴
- 大阪府出身。清風高等学校卒業。
- 1999年3月 - 大阪外国語大学外国語学部地域文化学科ヒンディー語専攻卒業[5]。
- 2004年
  - 3月 - 京都大学大学院アジア・アフリカ地域研究研究科博士課程修了（5か年一貫制）、博士（地域研究）（京都大学）[6]。
  - 4月 - 京都大学人文科学研究所の田中雅一研究室（南アジア研究）の研修員、日本学術振興会特別研究員に就任[7][8]。
  - 11月 - 同年3月の博士論文『現代インドにおけるヒンドゥー・ナショナリズム運動』で[6]、アジア太平洋フォーラム・淡路会議の第3回井植記念「アジア太平洋研究賞」を受賞[9]。
- 2005年 - 『中村屋のボース』（白水社）で「大佛次郎論壇賞」、毎日新聞社が設立した一般社団法人アジア調査会の「アジア・太平洋賞」を受賞。
- 2006年
  - 9月 - 北海道大学大学院法学研究科助教授（2007年から准教授）に就任[7][10][11][12]。
  - 『ナショナリズムと宗教』（春風社）で第一回日本南アジア学会賞受賞。
- 2009年1月 - 『週刊金曜日』編集委員に就任。
- 2010年
  - 『表現者』編集委員に就任。
  - 4月 - 朝日新聞書評委員に就任（2013年3月まで）。
- 2011年4月 - 毎日新聞論壇時評担当（2013年3月まで）。
- 2013年4月 - 朝日新聞紙面審議委員（2016年3月まで）、毎日新聞書評委員に就任。
- 2016年3月 - 東京工業大学大学マネジメントセンター教授（政治学）に就任[1][13]。
- 2016年4月 - 東京工業大学リベラルアーツ研究教育院教授（政治学）に就任。
- 2022年 - 東京工業大学リベラルアーツ研究教育院副院長。
- 2023年7月 - 『週刊金曜日』編集委員を退任。

## 著書『パール判事』論争
2007年7月、中島は東京裁判のインド代表判事であったラダ・ビノード・パールについて『パール判事 東京裁判批判と絶対平和主義』（白水社）を出版し、「パール判決書は日本無罪論ではない」と主張し、またパールは日本の再軍備に反対し、非武装中立・世界連邦の樹立を目指していたと主張した。
加藤陽子、御厨貴、井上章一、原武史、山内昌之、長崎暢子、永江朗などが各誌の書評で一定の評価をみせたが、中里成章、小谷野敦、京都大学の山本博之等から批判的な論評をされ、西部邁や牛村圭も参加した小林よしのりとの論争（パール判決論争）が長期間続いた。

## 著書

### 単著
- 『ヒンドゥー・ナショナリズム：印パ緊張の背景』（中公新書ラクレ、2002年）ISBN 978-4-12-150057-1
- 『中村屋のボース：インド独立運動と近代日本のアジア主義』（白水社、2005年→白水Uブックス、2012年、新版2025年）ISBN 978-4560721414
- 『ナショナリズムと宗教：現代インドのヒンドゥー・ナショナリズム運動』（春風社、2005年）
  - 『ナショナリズムと宗教』（改題）文藝春秋〈文春学藝ライブラリー〉、2014年。ISBN 978-4-16-8130205
- 『インドの時代：豊かさと苦悩の幕開け』（新潮社、2006年→新潮文庫、2009年）ISBN 978-4-10-136571-8
- 『パール判事：東京裁判批判と絶対平和主義』（白水社、2007年→白水Uブックス、2012年）ISBN 978-4560721261
- 『朝日平吾の鬱屈』（筑摩書房〈双書zero〉、2009年）
  - 『テロルの原点：安田善次郎暗殺事件』（改題）新潮文庫、2023年。ISBN　978-4-10-136573-2
- 『ガンディーからの＜問い＞：君は「欲望」を捨てられるか』NHK出版、2009年。
  - 『ガンディーに訊け』（改題）朝日文庫、2018年。ISBN　978-4-02-261942-6
- 『保守のヒント』（春風社、2010年→中公文庫、2018年）ISBN　978-4-12-206614-4
- 『秋葉原事件：加藤智大の軌跡』（朝日新聞出版、2011年→朝日文庫、2013年）ISBN　978-4-02-261766-8
- 『「リベラル保守」宣言』（新潮社、2013年→新潮文庫、2016年）ISBN　978-4-10-136572-5
- 『血盟団事件』（文藝春秋、2013年→文春文庫、2016年）ISBN　978-4-16-790620-7
- 『岩波茂雄：リベラル・ナショナリストの肖像』（岩波書店、2013年）ISBN　978-4-00-025918-7
- 『アジア主義：その先の近代へ』（潮出版社、2014年）
  - 『アジア主義：西郷隆盛から石原莞爾へ』（改題）潮文庫、2017年。ISBN　978-4-267-02088-9
- 『下中彌三郎：アジア主義から世界連邦運動へ』（平凡社、2015年）ISBN　978-4-582-82474-2
- 『親鸞と日本主義』（新潮社〈新潮選書〉、2017年）ISBN　978-4-10-603814-3
- 『保守と大東亜戦争』（集英社新書、2018年） ISBN　978-4-08-721041-5
- 『超国家主義：煩悶する青年とナショナリズム』頭山ゆう紀：写真（筑摩書房、2018年）ISBN　978-4-480-84316-6
- 『保守と立憲：世界によって私が変えられないために』（スタンドブックス、2018年）ISBN　978-4-909048-02-8
- 『自民党：価値とリスクのマトリクス』（スタンドブックス、2019年）ISBN　978-4-909048-05-9
- 『石原慎太郎：作家はなぜ政治家になったか』（NHK出版〈シリーズ・戦後思想のエッセンス〉、2019年）ISBN　978-4-14-081804-6
- 『自分ごとの政治学』（NHK出版〈学びのきほん〉、2020年）ISBN　978-4-14-407265-9
- 『思いがけず利他』（ミシマ社、2021年）ISBN　978-4-909394-59-0
- 『オルテガ『大衆の反逆』：真のリベラルを取り戻せ』（NHK出版〈「100分de名著」ブックス〉、2022年）ISBN　978-4-14-081896-1
- 『縄文 革命とナショナリズム』（太田出版、2025年）ISBN 978-4778319724

### 共著
- 『政治学のエッセンシャルズ―視点と争点』（2008年、北海道大学図書刊行会） - 共著：松浦正孝、山口二郎、吉田徹、宮脇淳ほか
- 『保守問答』（2008年、講談社）- 対談：西部邁
- 『政治を語る言葉』（2008年、七つ森書館） - 共著：山口二郎、辛淑玉、香山リカ、佐藤優
- 『日本 根拠地からの問い』（2008年、毎日新聞社→河出文庫） - 共著：姜尚中
- 『パール判決を問い直す「日本無罪論」の真相』（2008年、講談社現代新書） - 対談：西部邁
- 『脱「貧困」への政治』（2009年、岩波書店） - 共著：雨宮処凛、宮本太郎、山口二郎、湯浅誠
- 『中島岳志的アジア対談』（2009年、毎日新聞社）
- 『日本思想という病』（2010年、光文社） - 共著：芹沢一也、荻上チキ、片山杜秀、高田里惠子、植村和秀、田中秀臣
- 『国家論』（2010年、中公新書ラクレ） - 対談：田原総一朗、姜尚中
- 『世はいかにして昭和から平成になりしか』（2010年、白水社） - 共著： 雨宮処凛、能町みね子、清岡智比古ほか
- 『日本断層論―社会の矛盾を生きるために』（2011年、NHK出版新書） - 共著：森崎和江
- 『世界が決壊するまえに言葉を紡ぐ　中島岳志対談集』若松英輔編（2011年、金曜日）- 共著：星野智幸、大澤信亮、重松清、開沼博
- 『帝都の事件を歩く』（2012年、亜紀書房）- 共著：森まゆみ
- 『比較で読み解く：中国人とインド人』（2012年、講談社）- 共著：富坂聰
- 『現代の超克：本当の「読む」を取り戻す』（2014年、ミシマ社） ‐共著：若松英輔
- 『愛国と信仰の構造：全体主義はよみがえるのか』（2016年、集英社新書）‐共著：島薗進
- 『平成論：「生きづらさ」の30年を考える』（2018年、NHK出版新書）‐共著：池上彰・上田紀行・弓山達也
- 『支配の構造　国家とメディア－世論はいかに操られるか』（2019年、SBクリエイティブ〈SB新書〉）- 共著：堤未果・大澤真幸・高橋源一郎
- 『料理と利他』（2020年、ミシマ社）- 共著：土井善晴
- 『こんな政権なら乗れる』（2021年、朝日新書）- 共著：保坂展人
- 『いのちの政治学』（2021年、集英社クリエイティブ）- 共著：若松英輔
- 『ええかげん論』土井善晴共著（ミシマ社、2022年）ISBN　978-4-909394-76-7
- 『秋葉原事件を忘れない：この国はテロの連鎖へと向かうのか』雨宮処凛・杉田俊介・斎藤環・平野啓一郎共著（かもがわ出版、2023年）ISBN　978-4-7803-1289-8

### 編著
- 『頭山満と近代日本』（大川周明著、2007年、春風社）
- 『父ボース―追憶のなかのアジアと日本』（樋口哲子著、2008年、白水社→白水Uブックス、2012年）
- 『インドのことはインド人に聞け』（2009年、講談社）
- 『じゃあ、北大の先生に聞いてみよう―カフェで語る日本の未来』（2010年、北海道新聞社）
- 『やっぱり、北大の先生に聞いてみよう』（2011年、北海道新聞社）
- 『橋川文三セレクション』（2012年、岩波現代文庫）
- 『西部邁　保守のロゴスとパトス』（責任編集、2025年、河出書房新社）

## 連載
- 「風速計」（『週刊金曜日』金曜日）
- 「龍と象の比較学」（『クーリエジャポン』講談社）
- 「親鸞と日本主義」（『考える人』新潮社）
- 「アジア主義を考える」（『潮』潮出版）
- 「私の保守思想」（『表現者』ジョルダン）
- 「思想の場所」（『春風新聞』春風社）
- 「論壇書評」（『kotoba』集英社）
- 「希望は商店街」（『マガジン9』インターネット）
- 「論考2011」（共同通信配信）

## 出演

### テレビ番組
- 『サンデーモーニング』（TBS、不定期出演）
- 『知るを楽しむ 〜マハトマ・ガンディー 現代への挑戦状〜』（NHK Eテレ、2008年12月2日）
- 『キャスト』（朝日放送、2011年10月 - 2022年3月）コメンテーター[16]
- 『報道ステーション』（テレビ朝日、2015年4月1日 - 2016年3月28日）コメンテーター
- 『ETV特集「銃撃事件と日本社会」』（NHK Eテレ、2022年9月17日）[17]

### ウェブ番組
- 『ビデオニュース・ドットコム』
- 『UIチャンネル 東アジア共同体研究所』（YouTube）
- 『デモクラシータイムス』（YouTube）
- 『エアレボリューション』（ニコニコ生放送）[18]

### ラジオ
- 『中島岳志のフライデースピーカーズ』（三角山放送局）- ポッドキャストでも配信
- 『FUTURES トーキングキャッチャー』（JFN系列各局）コメンテーター
- 『大竹まこと ゴールデンラジオ!』（文化放送）隔週火曜日コメンテーター